# Mellansjön (Stora Malms socken, Södermanland)
Mellansjön är en sjö i Katrineholms kommun i Södermanland och ingår i Nyköpingsåns huvudavrinningsområde.